# Lorentz Eichstadt
Lorentz Eichstadt (10 de agosto de 1596 — 8 de junho de 1660) foi um matemático e astrônomo alemão.
Recebeu o título de doutor em medicina em Estetino na Pomerânia e lecionou medicina e matemática em Gdańsk.
A cratera lunar Eichstadt é nomeada em sua homenagem.